# Frémeaux & Associés
Pour les articles homonymes, voir Frémaux.
Frémeaux & Associés, prononcé Frémeaux et Associés, est un label discographique indépendant français spécialisé dans divers genres musicaux et styles sonores. Il est fondé en 1991 par Patrick Frémeaux et Claude Colombini. L’activité de la société se concentre essentiellement autour de la sauvegarde du patrimoine sonore qu’il soit musical, parlé ou écrit et produit également quelques artistes. 
Par ailleurs Frémeaux & Associés est une galerie d’art située à Vincennes, près de Paris, lieu de leur siège social.

## Histoire

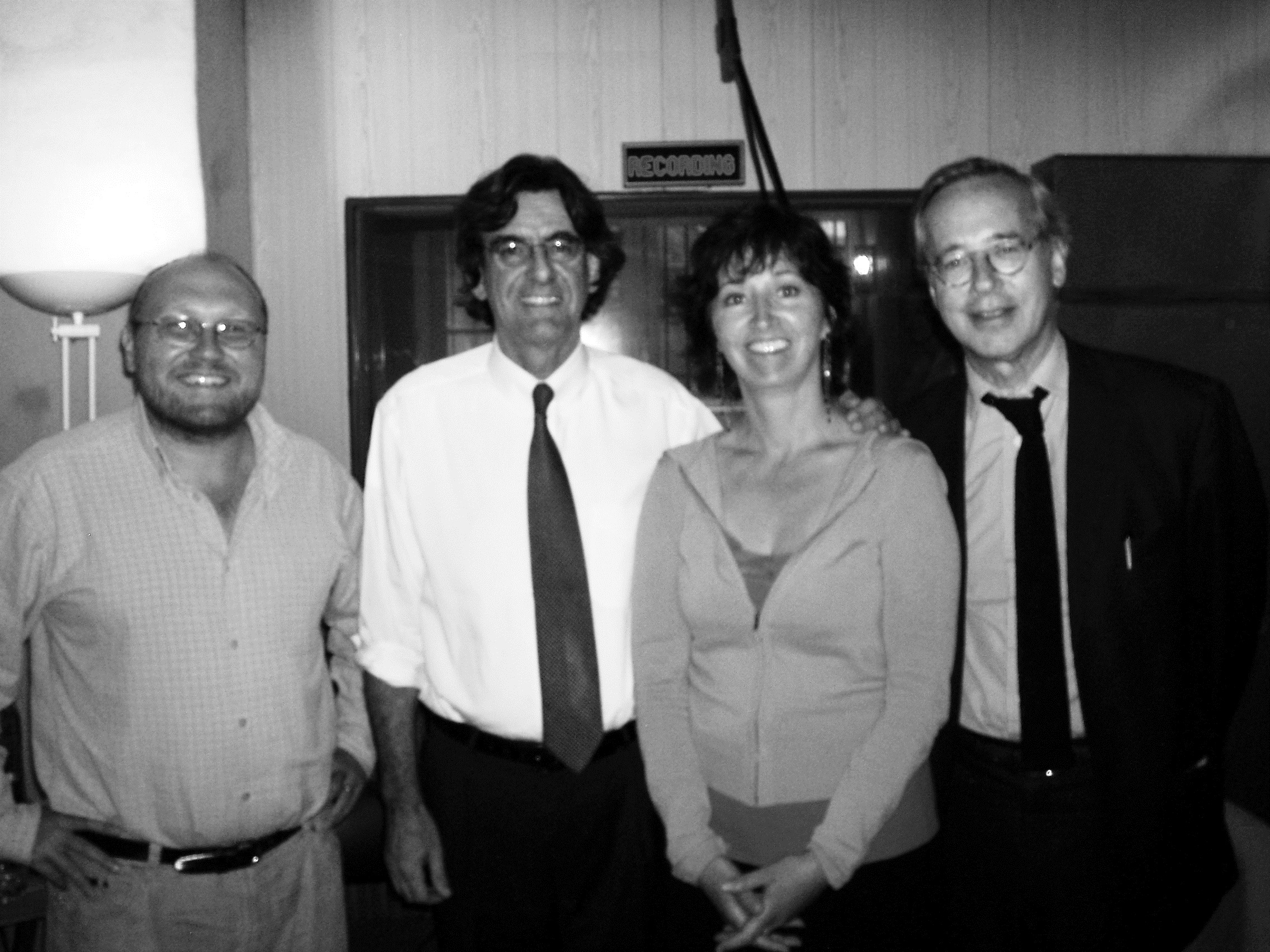
Patrick Frémeaux, Luc Ferry, Claude Colombini et Olivier Orban.

La marque a initialement produit des rééditions de gospel, un style apprécié par Patrick Frémeaux, cofondateur, et s'est progressivement diversifiée pour étendre son répertoire au blues, au jazz, à la chanson française traditionnelle et aux différents styles de musiques du monde. 
Avec une ligne éditoriale qui se veut muséographique, Frémeaux & Associés a peu à peu agrandi son catalogue, largement sur la base d'enregistrements du domaine public rassemblés auprès de collectionneurs privés ou institutionnels (coéditions avec l'INA, Radio France ou l'Assemblée nationale par exemple). Pour asseoir son identité dans l'économie du disque encore florissante dans les années 1990, le label investit dans la restauration des bandes et des enregistrements, fait rédiger par des spécialistes des livrets complets et documentés et s'engage à ne jamais déréférencer les coffrets CD une fois produits.
Le modèle économique mis en place autorise aux publications une durée d'amortissement longue, étalée sur plusieurs années, avec des volumes de ventes modestes : « Nos productions se vendent en moyenne à 1 000 exemplaires en un an, pour atteindre en général 2 000 ventes sur cinq ans. Nous intéressons environ dix mille personnes dans le monde et quelques centaines de musées et de médiathèques » précise Patrick Frémeaux, pour qui la dimension culturelle de ce patrimoine ainsi diffusé est plus importante que les aspects économiques, dans ses choix,.
Dans les années 2000, Frémeaux & Associés entame une nouvelle diversification, sous la direction de Claude Colombini, avec le lancement de « La Librairie sonore ». Cette évolution permet d'assurer à l'entreprise une nouvelle voie de développement, alors que l'économie du disque commence à péricliter (crise du disque) et que de nombreux acteurs historiques de l'industrie musicale disparaissent.

## Distinctions
- 2001 : Prix In Honorem de l'Académie Charles-Cros[4] pour « sa contribution à la préservation du patrimoine et de la mémoire »
- 2014 : Grand Prix de l'Académie du jazz

## Productions et (ré)éditions

### Anthologies (thématiques ou didactiques)
- Django Reinhardt
- Charlie Parker[5]
- Rosetta Tharpe
- Louis Armstrong[6]
- Mahalia Jackson[7]
- Henri Salvador
- Yves Montand[8]
- Charles Trenet
- Roots of Rhythm and Blues
- Cotton Club[9]
- Voodoo in America
- Africa in America[10]
- Manu Dibango
- Claude Bolling

### Jazz
Les albums de blues, gospel, rhythm and blues et de rock sont réalisés par des musicologues tels que  Gérard Herzhaft, Jean Buzelin, Guillaume Veillet, François Jouffa, Jacques Barsamian, Bruno Blum et Patrick Frémeaux lui-même, avec des artistes tels que Sister Rosetta Tharpe, le Modern Jazz Quartet, John Coltrane, Didier Lockwood, etc.
En lien avec l'exode des 4000 musiciens de Nouvelle-Orléans provoqué par l'ouragan Katrina en 2005, la maison produit les albums du groupe Django à la créole fondé par le clarinettiste américain Evan Christopher lors de  sa villégiature en France en hommage à Django Reinhardt.

### Gospel
- Marcel Boungou
- Mahalia Jackson
- Sister Rosetta Tharpe
- Louis Armstrong
- Golden Gate Quartet

### Country
Albums réalisés par Gérard Herzhaft.
- Country Music
- Banjo
- Country Boogie
- Country Québec
- Folksongs
- Honky Tonk
- Western swing
- Hank Williams

### Musiques des Caraïbes
Albums régulièrement réédités par Jean-Pierre Meunier et Bruno Blum.
- Guadeloupe, Guyane, Martinique
- Jamaica
- Harry Belafonte
- Bahamas
- Bermuda
- Haiti - Meringue and Konpa
- Roots of Ska
- Trinidad - Calypso
- Jamaica - Mento

### Musiques latines
Domaine de la chanteuse brésilienne Teca Cazalans, de Philippe Lesage, Patrick Tandin, Éric Rémy, et Pierre Carlu.
- Flamenco Jazz
- Paso Doble, Flamenco et Sardane : danses espagnoles 1955-14958
- Raul Barboza
- Ildo Patriarca
- Atahualpa Yupanqui
- Machu Picchu
- Mosalini - Fioramonti
- Pérou
- Au pays du temple du soleil

### Musiques ethniques
- Katmandou 1969[12]

### Musiques actuelles
- Romane
- Têtes de chien
- Pink Turtle
- Didier Lockwood
- Rodolphe Raffalli
- Sébastien Troendlé

### Sons de la nature
- Jungle des îles Célèbes
- Ambiances du Costa Rica
- Afrique sauvage
- Forêts et savanes Africaines
- Ambiances Brésil
- Aubes d'Asie
- Ambiance de Papouasie
- Le chant des baleines
- Le chant des vagues
- Amazonie
- Montagnes d'Europe
- Jungle du Sri Lanka
- Aubes de France
- Provence
- Symphonies de l'étang

## Librairie sonore

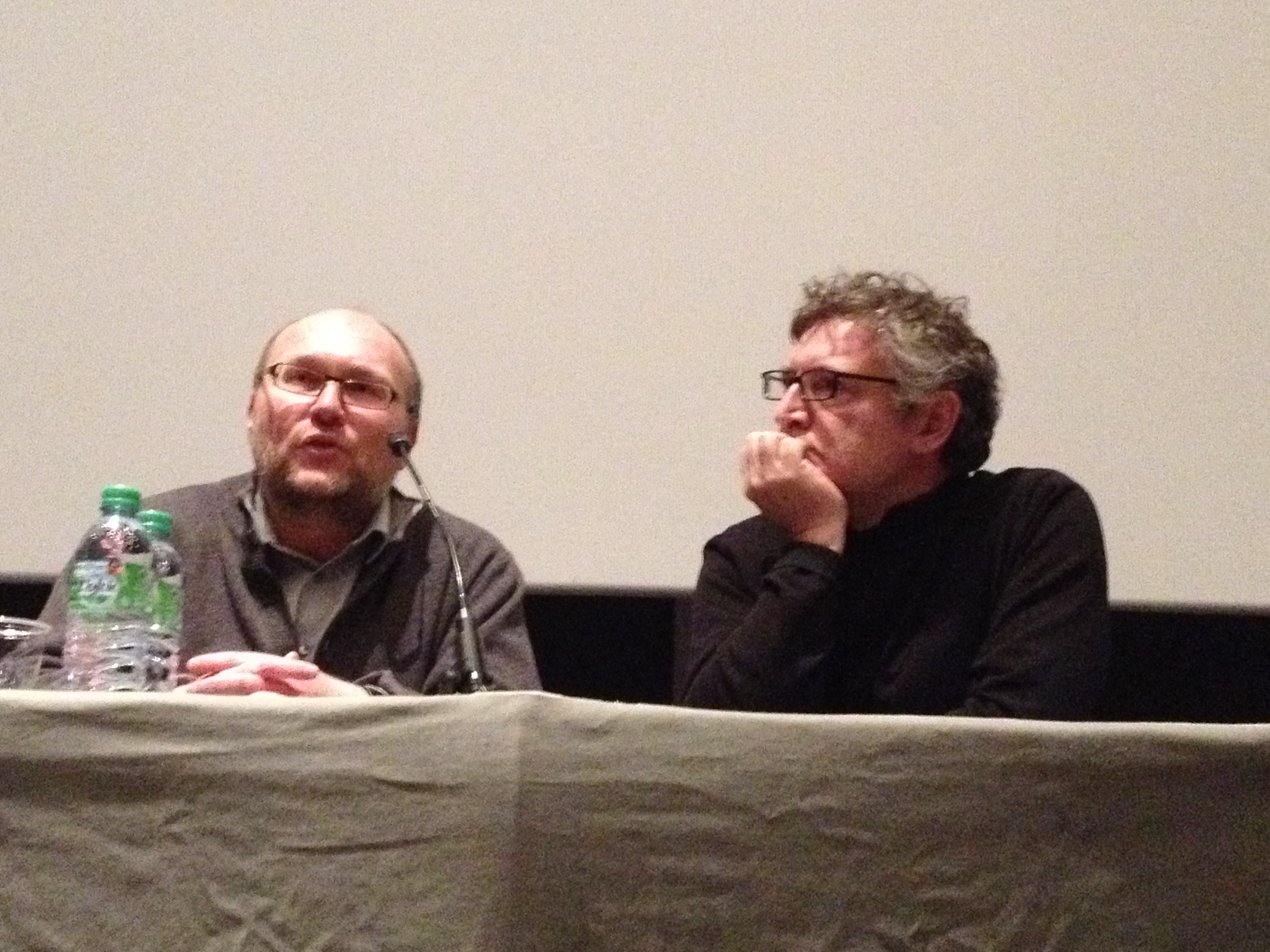
Patrick Frémeaux et Michel Onfray, conférence sur l'oralité, février 2014.

Développée dans les années 2000 par Claude Colombini, l'éditeur prône, à travers la Librairie sonore, l’importance de l’oralité dans la transmission des cultures et des savoirs et notamment en philosophie. La Librairie sonore regroupe trois grandes branches d'activités.
- La parole enregistrée : réédition d'archives radiophoniques, politiques et historiques (de l'INA notamment) et des publications contemporaines[13],[14].
  - La peine de mort, Robert Badinter
  - Jacques Chirac 1995-2007 président de la République
  - L’Interruption volontaire de grossesse, Simone Veil
  - Anthologie des discours 1940-1969 du général de Gaulle
  - Entretiens Marguerite Duras inédits François Mitterrand
  - La question de la laïcité, Benny Lévy et Alain Finkielkraut
  - Êtres différents... Êtres égaux ?, Albert Jacquard

- La philosophie et l'histoire : édition de cours, de conférences et de débats[15],[16].
  - Contre-histoire de la philosophie en 20 volumes par Michel Onfray[17]
  - Cours particuliers de Luc Ferry sur les grands philosophes
  - Philosophie de l'écologie, Luc Ferry
  - Robert Combas, un cours de Michel Onfray
  - Charles Darwin expliqué par Patrick Tort
  - Écoute de Nietzsche, Philippe Sollers
  - Le Moyen Âge, la France et la guerre de Cent Ans
- Les livres audio : conception et production de lectures des classiques de la littérature française et étrangère[13].
  - Madame Bovary de Gustave Flaubert
  - Œuvres poétiques de Victor Hugo lu par Michel Bouquet
  - L'Étranger d'Albert Camus lu par Camus lui-même
  - Tristes Tropiques de Claude Lévi-Strauss lu par Jean-Pierre Lorit

## Documentaires TV et DVD
- The Spirit of Gospel, film de Régine Abadia et de Joseph Licide[18]
- First Class, Claude Bolling et Stéphane Grappelli
- Suite for flute and jazz piano trio, Claude Bolling et Jean-Pierre Rampal
- The Victory Concert, Claude Bolling Big Bang, sous la direction de Bernard Buighes
- Saravah, Pierre Barouh
- Louisinia Blues, film de Jean-Pierre Brumeau et José Reynes
- El Sentimento de Abrazar, Raul Barboza
- O Samba, film de Jean-Claude Guiter
- L’ONJ traverse le Canada, films de Jean-Pierre Bruneau, avec l'Orchestre national de jazz
- Baden Powell Live, avec Baden Powell
- Em’Bee and The Total Praise Choir, Marcel Boungou, live, Cathédrale d'Évry, 2005
- En Vivo en la Argentina, DVD, Raul Barboza
- Accordéon, film de Pierre Barouh avec le Taraf de Haïdouks, Richard Galliano, Claude Nougaro, etc.[19]
- Concert à l’Européen, avec Pierre Louki : concert du 30 septembre 2004 et entretien avec Pierre Louki
- Last European Tour, DVD live à Vienne du Golden Gate Quartet
- Françoise Dolto & L’école de Neuville, un film de Fabienne d’Ortoli et Michel Amram
- Michel Onfray, Philosophe Ici et Maintenant (suivi de Le rire de Democrite), un film d’Élisabeth Kapnist (DVD)
- L’Année de Vienne, l’école avec  Françoise Dolto (2), un film de Fabienne d’Ortoli et Michel Amram
- A Banjo Frolic, Gérard de Smaele et Patrick Ferryn
- Fernand Oury, un homme est passé, un film de Fabienne d’Ortoli et Michel Amram
- Roots & Groove, Live at the Sunset DVD, Romane
- Michel Onfray, la vie philosophique, Michel Onfray présenté par Franz-Olivier Giesbert, un film de Virginie Verrier et François Thalaud
- Les Fils du vent, un film de Bruno Le Jean
- Le Violon en Italie 1600-1700, un cours vidéo de Constance Frei
- Le Regard Picasso, suivi de André Masson à la source La femme aimée, Nelly Kaplan
- Gustave moreau et autres films d'art (dessins de Victor Hugo), Nelly Kaplan
- En concert, Rodolphe Raffalli
- Platon, l’engagement politique en question expliqué par Benny Lévy (Séminaire 1996, L’Alcibiade de Platon), Benny Lévy, un film de Pascale Thirode et Jackie Berroyer